# Việt Nam tại Đại hội Thể thao Trẻ châu Á 2013
Việt Nam tham dự Đại hội Thể thao Trẻ châu Á 2013 tại Nam Kinh, Trung Quốc từ 16 - 24 tháng 8 năm 2013. Tổng cộng Việt NAm giành được 5 huy chương vàng, xếp thứ 7/44.

## Bảng huy chương
| Môn       | Vàng | Bạc | Đồng | Tổng |
| Bơi       | 3    | 1   | 1    | 5    |
| Điền kinh | 1    | 2   | 0    | 3    |
| Tennis    | 1    | 0   | 0    | 1    |
| Cử tạ     | 0    | 1   | 0    | 1    |
| Taekwondo | 0    | 0   | 1    | 1    |
| Tổng      | 5    | 4   | 2    | 11   |

## Vđv giành huy chương
- Nguyễn Thị Ánh Viên: 3 huy chương vàng 50m ngửa, 200m ngửa and 200m hỗn hợp cá nhân; huy chương bạc 100m ngửa.
- Tran Duy Khoi: huy chương đồng hỗn hợp cá nhân 200m
- Lý Hoàng Nam: huy chương vàng tennis nam
- Nguyen Thi Truc Mai: huy chương vàng nhảy xa nữ
- Nguyen Thi Lan: huy chương bạc in nữ 100m hurdle
- Tran Thi Mai: huy chương bạc in nữ 2000m steeplechase
- Truong Thi Kim Tuyen: huy chương đồng taekwondo 47 kg nữ
- Nguyen Tran Anh Tuan: huy chương bạc cử tạ nam 56 kg